# La Rassegna della letteratura italiana
La Rassegna della letteratura italiana è un periodico semestrale italiano, pubblicato dalla casa editrice Le Lettere, dedicato specificamente all'italianistica.
La rivista, col titolo di Rassegna bibliografica della letteratura italiana, venne fondata a Pisa nel 1893 da Alessandro D'Ancona, che la diresse fino alla sua scomparsa. Mutò la propria denominazione, assumendo l'attuale, nel 1920.
Dal 1953 al 1992 la rivista fu diretta da Walter Binni, che successivamente la affidò a un comitato di direzione composto da ex allievi e collaboratori delle Università di Genova, Firenze e Roma tra i quali Enrico Ghidetti, che nel 1998 ne assunse la direzione, affiancato da un Consiglio direttivo di cui fanno parte studiosi quali Novella Bellucci, Alberto Beniscelli, Giulio Ferroni, Quinto Marini, Gennaro Savarese, Luigi Surdich, Roberta Turchi, Giorgio Luti.
La rivista è suddivisa in una sezione destinata a saggi, note critiche e materiali d'archivio inediti o rari e in una seconda comprendente una ricca bibliografia ragionata, suddivisa per secoli.